# Поречье (Ростовская область)
Поре́чье — посёлок в Мартыновском районе Ростовской области.
Входит в состав Рубашкинского сельского поселения.

## История
Указом Президиума Верховного Совета РСФСР от 24 февраля 1988 года Посёлку гослесопитомника присвоено наименование Поречье.

## Население
| 2010 |
| ---- |
| 316  |

## Улицы
- ул. Поречинская,
- ул. Северная,
- ул. Центральная,
- ул. Южная.